# Ninnion-Pinax

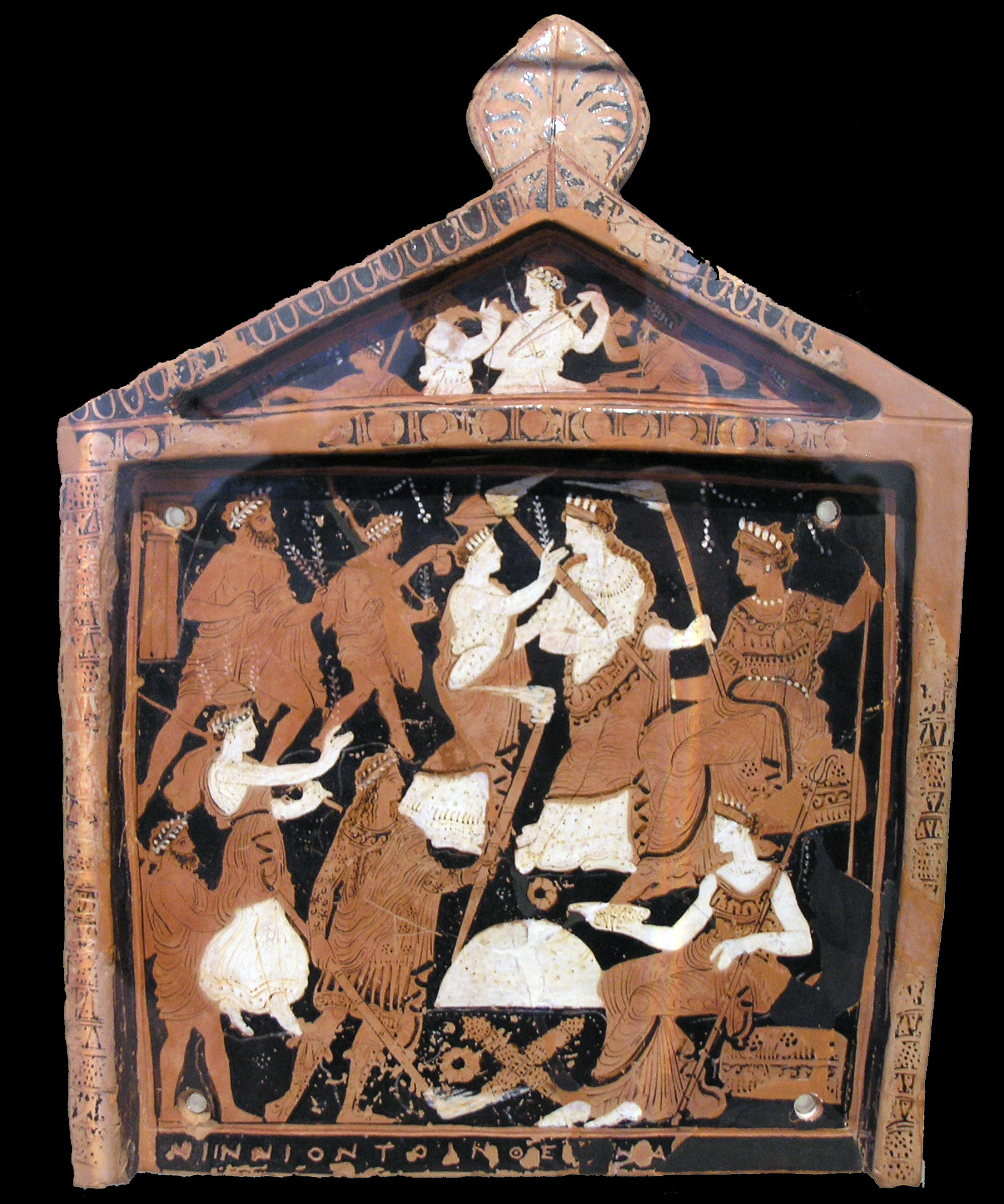
Ninnion-Pinax aus Eleusis mit Darstellung der Mysterien (Archäologisches Nationalmuseum Athen)

Der Ninnion-Pinax wurde im Jahre 1895 in Eleusis entdeckt. Die antike Tontafel ist mit drei rotfigurigen Vasenmalereien bemalt, die Szenen aus den Mysterien von Eleusis zum Thema haben. Das Original wird im Archäologischen Nationalmuseum in Athen ausgestellt, während eine Kopie im Museum von Eleusis besichtigt werden kann. 
Die exzellent erhaltene Tontafel (Pinax) trägt den Namen einer Frau namens Ninnion, weil diese fromme Frau „den beiden Göttinnen“ diese Tafel gespendet hat: ΝΙΝΝΙΟΝ ΤΟΙΝ ΘΕΟΙΝ ΑΝΕΘΗΚΕ. Sie ist beidseitig eingerahmt, während das obere Ende in Form eines Giebels mit Akroterion geformt ist. 
Die Tafel stellt drei Szenen mit griechischen Gottheiten und menschlichen Wesen dar. Dabei werden Menschen in einem kleineren Maßstab im Verhältnis zu den dabei anwesenden Gottheiten dargestellt, wie es in der antiken Votivkunst üblich war.
- Die obere Szene stellt einen jungen Mann, eventuell die Personifizierung des Flusses Kephisos, dar, während er das Fest Pannychis zelebriert.

- Die zentrale Szene in der Mitte wird zeitlich in den Monat Boëdromion verlegt. Die fromme Frau Ninnion und ihr bärtiger Begleiter nehmen zusammen teil an den Mysterien in Eleusis und pilgern vor der Fruchtbarkeitsgöttin Demeter, welche rechts abgebildet ist. Ein wichtiges ortsbestimmendes Detail in dieser Bildsequenz scheint das dorische Kapitell samt Säule am linken Rand zu sein, weil es den Tempel in Eleusis darstellen soll.

- Die unterste Bildsequenz beschreibt schließlich eine Szene aus den Frühlingszeremonien im Monat Anthesterion, wie aus den überall liegenden Baumblüten und der leichten Bekleidung Ninnions zu entnehmen ist. In der Mitte der Szene ist ein Omphalos zu erkennen, während rechts davon die Unterweltsgöttin Persephone in Begleitung von drei Pilgern dargestellt ist.